# جوسيف لكس
جوسيف لكس هو سياسي تشيكي، ولد في 1 فبراير 1956 في أوستي ناد أورليتسي في التشيك، وتوفي في 21 نوفمبر 1999 في سياتل في الولايات المتحدة بسبب ابيضاض الدم. نشط حزبياً في KDU-ČSL ‏.

## مناصب
- في 1998 Czech parliamentary election [الإنجليزية]‏، انتخب عضو برلمان التشيك ‏ خلال فترته النيابية ‏ (20 يونيو 1998 – 22 نوفمبر 1999).
- في 1996 Czech parliamentary election [الإنجليزية]‏، انتخب عضو برلمان التشيك ‏ خلال فترته النيابية ‏ (1 يونيو 1996 – 19 يونيو 1998).
- انتخب رئيس مجلس الإدارة KDU-ČSL parliamentary group  [لغات أخرى]‏ (14 يوليو 1998 – 28 سبتمبر 1998).
- انتخب Deputy Prime Minister of the Czech Republic ‏ (2 يناير 1998 – 21 يوليو 1998).
- انتخب Deputy Prime Minister of the Czech Republic ‏ (4 يوليو 1996 – 1998).
- انتخب عضو الجمعية الاتحادية لتشيكوسلوفاكيا ‏.